# Thiolactame

Thioguanine, un exemple de thiolactame.

Un thiolactame est l'homologue d'un lactame dans lequel l'atome d'oxygène a été remplacé par un atome de soufre.[réf. souhaitée]
Ce sont les thioamides cycliques. 